# Munhwa Broadcasting Corporation
Tổng công ty Phát sóng Munhwa (Tiếng Anh: Munhwa Broadcasting Corporation, MBC; Tiếng Hàn: 주식회사 문화방송; Hanja: 文化放送; Jushikhoesa Munhwa Bangsong) (KRX: 052220) là một đài phát sóng Hàn Quốc và mạng lưới phát thanh – truyền hình có trụ sở tại Seoul, Hàn Quốc. Munhwa là một từ tiếng Triều Tiên có nghĩa là "văn hóa".

## Lịch sử
Ban đầu MBC là một dịch vụ phát thanh khu vực (1959-1961), sau đó nó trở thành một đơn vị phát thanh radio tại Seoul (1961-1968). Ngày 8 tháng 8 năm 1969, MBC phát sóng chương trình Tv đen trắng đầu tiên. Chương trình TV màu đầu tiên được phát sóng ngày 22 tháng 9 năm 1980. Giai đoạn 1980 đến 1990, MBC vươn mình phát triển mạnh. Giai đoạn 1991 đến 2000 là giai đoạn truyền hình đa phương tiện, MBC đã thành lập nhiều công ty chuyên biệt để phát triển các chuỗi giá trị (MBC Production, MBC Media Tech, MBC Broadcast Culture Center, MBC Arts Company, MBC Arts Center). Kỷ nguyên kỹ thuật số của MBC được đánh dấu vào năm 2001 khi đài này đã bắt đầu phát sóng các chương trình truyền hình cáp và truyền hình vệ tinh.

## Các kênh sóng
- 1 kênh truyền hình mặt đất (MBC TV – channel 11)
- 3 kênh radio

| Tên             | Tần số                 | Công suất (kW)      |
| --------------- | ---------------------- | ------------------- |
| MBC Standard FM | 900 kHz AM 95.9 MHz FM | 50 kW(AM) 10 kW(FM) |
| MBC FM4U        | 91.9 MHz FM            | 10 kW               |
| Channel M       | CH 12A DAB             |                     |

- 5 kênh truyền hình cáp (Drama, thể thao, gameshow, chương trình tạp kỹ và tài liệu)
- 5 kênh truyền hình vệ tinh
- 3 kênh phát thanh truyền hình đa phương tiện kỹ thuật số mặt đất DMB (TV, radio, data)
- 2 kênh phát thanh truyền hình đa phương tiện kỹ thuật DMB (drama, thể thao)

## Logo

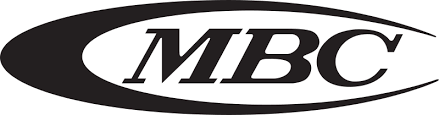
Tháng 12 năm 1961 - tháng 7 năm 1969
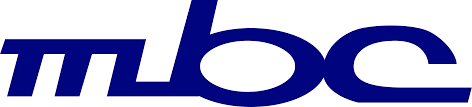
Tháng 7 năm 1969 - tháng 7 năm 1974
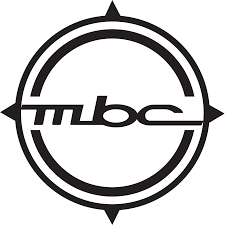
Tháng 7 năm 1974 - tháng 4 năm 1981
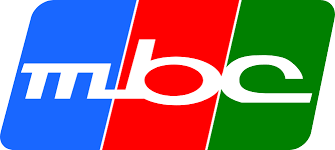
Tháng 4 năm 1980 ~ tháng 11 năm 1981
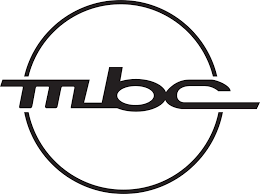
Tháng 4 năm 1981 - 1 tháng 12 năm 1981
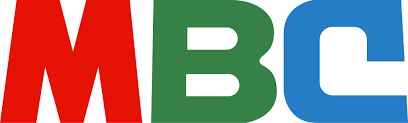
2 tháng 12 năm 1981 ~ 31 tháng 12 năm 1985
1 tháng 1 năm 1986 ~ 2 tháng 1 năm 20051 tháng 1 năm 1986 ~ 2 tháng 1 năm 2005
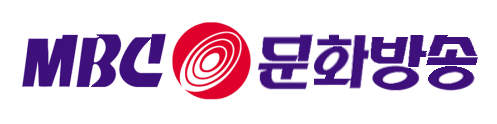
1 tháng 1 năm 1986 ~ tháng 4 năm 1986
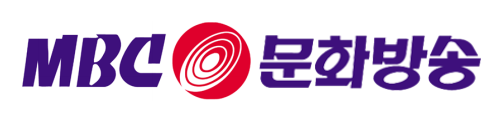
1 tháng 1 năm 1986 - 2 tháng 1 năm 2005
3 tháng 1 năm 2005 - 31 tháng 12 năm 2011
Ngày 1 tháng 1 năm 2012 ~ Hiện tại

### Tiếng Hàn
- Trang chủ
- Trang chủ MBC News ('IMNews')

### Mạng xã hội
- Munhwa Broadcasting Corporation trên Facebook
- Munhwa Broadcasting Corporation trên Twitter
- Munhwa Broadcasting Corporation trên Instagram